# Rosetta (Vangelis)
Rosetta is een studioalbum van Vangelis. Het werd uitgegeven door Clioti onder auspiciën van Decca Records, onderdeel van Universal Music. Het album werd opgedragen aan de Rosettamissie, gestart 2004. Voor wat betreft thema (ruimte) vertoont het een gelijkenis met Albedo 0.39 en Mythodea.

## Inleiding
Het album werd voorafgegaan door een videogesprek tussen Vangelis en astronaut André Kuipers van de Europese Ruimtevaartorganisatie (ESA), toen verblijvend in het Internationaal ruimtestation ISS. Al in november 2014 waren drie muziekvideo’s (Arrival, Philae’s journey en Rosetta’s Waltz) te zien en te horen op het YouTubekanaal van ESA. Het totale album verscheen pas twee jaar later, waarbij Vangelis het had opgedragen aan een iedereen die meegewerkt had aan de Rosettamissie. De muziek was vervolgens in september 2016 te horen bij de lichtshow Chasing stars van Ross Ashton en Karen Monid, gehouden op de Blackpool Tower.

## Musici
- Vangelis – synthesizers, elektronica

## Muziek
| Nr. | Titel                                | Duur |
| --- | ------------------------------------ | ---- |
| 1.  | Origins (Arrival)                    | 4:22 |
| 2.  | Starstuff                            | 5:14 |
| 3.  | Infinitude                           | 4:30 |
| 4.  | Exo genesis                          | 3:33 |
| 5.  | Celestial whispers                   | 2:31 |
| 6.  | Albedo 0.06                          | 4:45 |
| 7.  | Sunlight                             | 4:22 |
| 8.  | Rosetta                              | 5:02 |
| 9.  | Philea’s descent                     | 3:04 |
| 10. | Mission accomplice (Rosetta’s waltz) | 2:12 |
| 11. | Perihelion                           | 6:35 |
| 12. | Elegy                                | 3:06 |
| 13. | Return to the void                   | 4:19 |

## Ontvangst
Het album haalde in veel West-Europese landen een notering in de albumlijsten al was het vaak maar voor een week. Zo stond het in Nederland slechts een week genoteerd in de Album Top 100 op plaats 33. De Ultratop 200 Albums (Vlaanderen) liet een langere en hogere notering zien (9 weken notering met hoogste plaats nummer 10, na drie weken gezakt uit top 100). Het album kreeg een Grammy Award nominatie toebedeeld tijdens de 59e Grammy Awards in de categorie New-agemuziek.